# Efígie a São Bento
A Efígie a São Bento é uma efígie, na forma de estátua jacente de corpo inteiro, que representa a figura de São Bento de Núrsia, deitado em posição fúnebre, de mãos justapostas em forma de oração, com o dedo indicador direito decepado. 
A figura encontra-se vestida com robes religiosos e é ladeado por sete anjos, representando proteção aos sete pecados mortais da humanidade assim como os sete dias da semana em que a Estação Ferroviária de Porto-São Bento servia os devotos que viriam de todos os lados do norte do país para prestar homenagem ao Santo. Os seus pés descalços são os pés do povo do Porto, calejados pelo trabalho e pobreza.
Diz-se que no interior do túmulo se encontra ainda a relíquia de São Bento, constituída pelo dedo indicador direito do santo padroeiro da Ordem Beneditina. Esta relíquia terá sido roubada pela população à Ordem Beneditina, do antigo Mosteiro de São Bento de Avé Maria, que precedeu a Estação de São Bento, por volta de 1892.

## História
A história deste túmulo e da relíquia que se diz conter é repleta de mistérios e secretismo. O Mosteiro de São Bento de Avé Maria foi edificado no início do século XVI, mais precisamente em 1518, quando o rei D. Manuel I mandou construir, à custa de sua fazenda, o Mosteiro da Avé Maria ou da Encarnação das monjas de São Bento, dentro dos muros da cidade, no local chamado das Hortas do Bispo ou da Cividade.
Desejando o rei que os Mosteiros das Religiosas se transferissem dos montes para as cidades, neste foram recolhidas as monjas dos Mosteiros de Rio Tinto, Vila Cova, Tarouquela e Tuías, no dia 6 de Janeiro de 1535. No século XVI recebeu algumas freiras de um extinto mosteiro em Macieira de Sarnes. Foi a sua primeira abadessa D. Maria de Melo, monja de Arouca e, ao mesmo tempo, regedora do Mosteiro de Tarouquela. 
Diz-se que foi com D. Maria de Melo que chegou a esta localização a relíquia de São Bento, o dedo indicador do Santo, que estaria sob a sua guarda a mando do Superior Geral da Ordem Beneditina em Itália. 
À presença desta relíquia foram atribuídos numerosos milagres de cura. A população da cidade do Porto dirigia-se frequentemente ao Mosteiro e às suas monjas à procura de apoio em questões de saúde. 
A relíquia em si era raramente vista, encontrando-se protegida em caixa forte pela abadessa vigente do Mosteiro, mas vários documentos e entradas de diários de personalidades do Porto descrevem a sua presença e a caixa de ouro e vidro que continha o dedo dissecado e mumificado do Santo.
Com a afirmação do Liberalismo no início do século XIX, foram extintas as ordens religiosas e confiscados os seus bens por decretos de 1832 e 1834, determinando que estes passassem para o Estado após a morte da última religiosa. No caso do Mosteiro da Avé Maria, esta terá falecido em 1892, ficando as instalações devolutas.
No entanto, antes que o estado pudesse confiscar todos os seus bens, a população dos bairros adjacentes ter-se-á reunido para “salvar” a Relíquia de São Bento, mantendo-a escondida como forma de proteção do Povo e das suas maleitas. A Relíquia terá passado pela casa de várias das famílias dessa área do Porto, sendo adorada em segredo também por outros devotos, que visitavam o Porto por questões de comércio.
Por volta de 1900, quando a autarquia manda demolir o que resta do antigo mosteiro e da sua igreja para a construção da nova estação de São Bento, conta-se que um dos ourives da rua do Loureiro, nessa altura uma rua de comércio e de passagem onde se reuniam muitos dos ourives de prata da cidade, terá começado a ter visitações. Todas as noites, o fantasma de uma abadessa da Ordem Beneditina lhe aparecia em sonhos, incitando-o a encontrar a relíquia roubada e dar-lhe um local de repouso final, próximo do antigo Mosteiro, para que São Bento permanecesse próximo daquele local.
Incapaz de ignorar os constantes apelos que lhe tiravam o sono, o ourives convocou uma reunião com a população e contou o que lhe tinha acontecido. Convencidos que era um sinal divino, por a autarquia estar a destruir o que restava do local de culto, e apoiados financeiramente pelo ourives que havia tido o contacto, mandaram construir uma efígie tumular dedicada a São Bento, onde finalmente descansaria a relíquia que há tanto tempo parava escondida.
Seguindo as indicações oníricas da abadessa, São Bento foi representado deitado, em oração, com o dedo indicador direito decepado e os pés descalços, pronto para caminhar ao lado do Povo desprotegido. Seria também ladeado por sete anjos, representativos dos sete pecados mortais e dos dias da semana, em que o povo labutava sem parar.
Este túmulo, após construído, terá sido escondido na profundidade de uma parede falsa na loja do ourives referido, e foi recentemente redescoberta, assim como a sua história, após trabalhos de preparação para restauro das casas da Rua do Loureiro.
Encontra-se agora em trabalhos de restauro e conservação para uma futura disponibilização à observação pública.